# 자야 브룩사이드

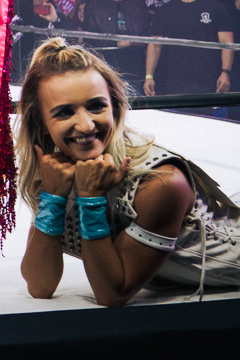

자야 브룩사이드(Xia Brookside, 1997년 10월 16일 ~ )은 여자 영국 프로레슬링선수다. 키는 161cm(5 ft 3 in)에다가 몸무게는 42kg(92 lb)나가는데 마른 체격이라서 그런지 괜찮은 편이다. 2015년 프로레슬링 입문으로 밝혀지는 바다. 본명은 자야-루이스 브룩스(Xia-Louise Brooks)다. 주로 피니쉬는 코드 브레이커(더블 니 페이스브레이커), 브로큰 윙스(더블 풋 백브레이커)인데 그리고 브룩시 밤(아이코노클라즘), 브룩시 슬램(싯아웃 스냅메어 스쿱 슬램 파일드라이버), 피씨오 디디티(허리케인라나 디디티), 피씨오 슬램(스윙 사이드 슬램), 티씨더블유 슬램(싯아웃 에어플레인 스쿱 슬램 파일드라이버)으로 사용을 한다. 원레는 아주 매우 민첩이 좋아서 아주 흔히 볼 수 있는 그런 여자 프로레슬링선수다. 런닝 허리케인라나를 사용도 있고 사이드 킥, 런닝 야쿠자 킥, 런닝 레그 드롭, 런닝 드롭킥, 다이빙 코크스크류 백 엘보우 스매쉬를 아주 사용을 하거나 다이빙 코크스크류 섬머솔트 플란차도 아주 사용을 하거나 다이빙 크로스바디도 한다. 영국의 레스터셔주 레스터에서 태어나는 모습이다. 아버지가 로비 브룩사이드라고 한다.

## Professional wrestling highlights
- Finishing moves
  - Broken Wings (Double foot backbreaker) - 2022-present
  - Brooksy Bomb (Iconoclasm sometimes floated over into a bridging double leg roll-up pin) - 2015-present
  - Brooksy Slam (Sitout snapmare scoop slam pliedriver) - 2017-2019
  - Code breaker (Double knee facebreaker) - 2015-present
  - PCO DDT (Hurricanrana DDT) - 2015-2017
  - PCO Slam (Swinging side slam) - 2019-2021
  - TCW Slam (Sitout airplane spin scoop slam plidriver) - 2021-2022
- Signature moves
  - Corner double knee strike
  - Diving crossbody
  - Diving dropkick
  - Diving corkscrew back elbow smash
  - Diving corkscrew somersault plancha
  - German suplex
  - Japanese leg roll clutch
  - Monkey flip
  - Reverse chin lock
  - Running double foot stomp
  - Running dropkick
  - Running leg drop
  - Running yakuza kick
  - Side kick
  - Tilt-a-whirl headscissors back kick
- Entrance themes
  - "Are You Ready To Fly" by Dune (Independent circuit/Stardom; 2015-2019)
  - "Feed the Fire" by Vermair (WWE NXT UK; 2019-2022)
  - "2 B GSS" by Killbillpainbb (Stardom; 2022-2024; used while part of Club Venus)
  - "In with the New A" by Mitchell Marlow & Siddhartha Menon (TNA; 2024)
  - "Where I Belong" by Simple Plan & State Champs Feat. We the Kings (TNA; 2024-present)

## 수상
- 엠프레스 프로우 인버테이셔널 (2016)
- IPW:UK 월드 위민스웨이트 챔피언 (1회)
- 랭크드 넘버 91 오브 더 탑 100 피멜 레슬링 인 더 PWI 피멜 100 인 2019
- PWU 월드 위민스웨이트 챔피언 (1회)
- 업 언드 커밍 탤런트 어브 더 이열 (2018)
- SWE 월드 태그팀 챔피언 (1회) - 션 커스톰